# Мустафа Решит Акчай
Мустафа Решит Акчай (на турски: Mustafa Reşit Akçay), роден на 12 декември 1958 година в Трабзон, Турция, е турски футболен треньор. През треньорската си кариера е водил Буланчъкспор, Гюмюшанеспор, Пазарспор, Арсънспор, Офспор, Бейлербей, Тавшанлъ Линитспор, Трабзон 1461, Трабзонспор, Акхисар Беледиеспор, Османлъспор и Коняспор.